# Wassili Alexandrowitsch Schischow

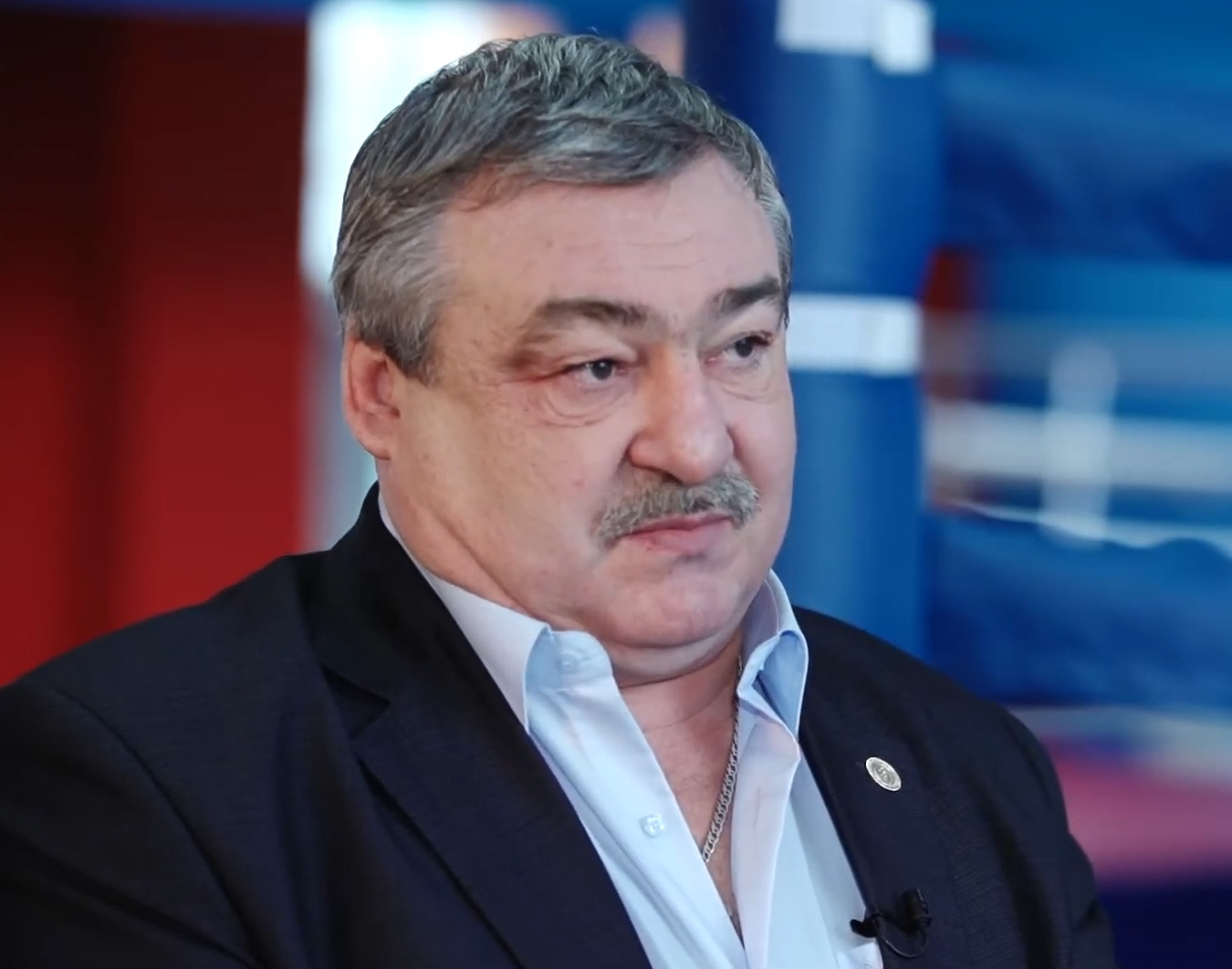
Wassili Schischow (November 2016)

Wassili Alexandrowitsch Schischow (russisch Василий Александрович Шишов, wiss. Transliteration Vasilij Aleksandrovič Šišov; * 26. Mai 1961 in Kuibyschew) ist ein ehemaliger sowjetischer Boxer. Er war Weltmeister der Amateurboxer 1986 sowie mehrfacher Europameister der Amateurboxer im Halbwelter- bzw. Weltergewicht.

## Werdegang
Wassili Schischow wuchs in Kuibyschew auf. Er stammt aus einer Familie, in der das Boxen Tradition hatte; schon sein Vater war ein guter Amateurboxer. Als Kind spielte er zunächst Fußball, begann aber dann im Jahre 1974 als 13-Jähriger mit dem Boxen. Sein erster Trainer, der ihn lange Zeit betreute, war Wiktor Pischchew. 1978 wurde er erstmals sowjetischer Juniorenmeister im Federgewicht. 1979 trat er in die Rote Armee ein. Sein neuer Trainer wurde dort Waleri Frolow.
Im Jahre 1979 feierte Wassili Schischow auch seinen ersten großen internationalen Erfolg. Er erreichte bei der Junioren-Weltmeisterschaft in Yokohama im Leichtgewicht das Finale, in dem er allerdings gegen den US-Amerikaner George Blake knapp und umstritten mit 2:3 Richterstimmen unterlag.
1980 wurde Wassili Schischow in Rimini Junioren-Europameister im Leichtgewicht. Er besiegte dort u. a. Axel Hättig aus der BRD, Joni Nyman aus Finnland und im Finale Thomas Schulz aus der DDR nach Punkten.
Das Jahr 1981 wurde zum großen Durchbruch in der Karriere von Wassili Schischow. Er fehlte zwar bei der sowjetischen Meisterschaft dieses Jahres, gewann aber bei der 16. Meisterschaft der Armeen der Staaten des Warschauer Paktes den Titel im Halbweltergewicht mit einem Sieg über den Bulgaren Nikolai Ganew. Anschließend überzeugte er auch bei der Europameisterschaft in Tampere. Im Halbweltergewicht feierte er vier überlegene Punktsiege über Joni Nyman aus Finnland, Shadrah Odhiambo aus Schweden, erneut Nikolai Ganew und Mirko Puzović aus Jugoslawien und wurde mit 20 Jahren erstmals Europameister der Amateurboxer im Weltergewicht. Gegen Ende des Jahres 1981 siegte Wassili Schischow auch beim Welt-Cup in Montreal. Dort besiegte er Crisanto España aus Venezuela, Amarte Amarboye aus Ghana, Faruk Janjoon aus dem Irak und Rick Andersson aus Kanada und gewann damit dieses Turnier.
1982 wurde Wassili Schischow erstmals sowjetischer Meister bei den Senioren mit einem Sieg über Manvel Muradjan, der schon im Juniorenalter seiner Hauptkonkurrenten in der UdSSR war. Bei der Weltmeisterschaft dieses Jahres in München ging er dann im Halbweltergewicht als einer der Mitfavoriten an den Start. Er traf allerdings schon in seinem ersten Kampf auf den Kubaner Carlos García, gegen den er durch Abbruch in der 3. Runde unterlag. Er schied damit aus und kam in der Endabrechnung nur auf den 17. Platz.
1983 unterlag Wassili Schischow bei der sowjetischen Meisterschaft schon im Achtelfinale des Halbweltergewichtes gegen Oleg Menschikow nach Punkten und belegte damit bei dieser Meisterschaft nur den 9. Platz. Er wurde aber trotzdem bei der Europameisterschaft in Warna eingesetzt und gewann dort im Halbweltergewicht seinen zweiten EM-Titel. Dabei besiegte er Shadrah Odhiambo, Mauricio Ronzoni aus Italien, Yordan Lesow aus Bulgarien und im Finale Mirko Puzović nach Punkten. Beim Welt-Cup 1983 in Rom erreichte er das Halbfinale, in dem er gegen den Kubaner Candelario Duvergel im Halbweltergewicht knapp mit 2:3 Richterstimmen unterlag.
Im Jahre 1984 gewann Wassili Schischow seinen zweiten sowjetischen Meistertitel im Halbweltergewicht mit einem Punktsieg über Wjatscheslaw Janowski. Er konnte aber bei den Olympischen Spielen 1984 in Los Angeles wegen des Boykotts dieser Spiele durch die sozialistischen Staaten nicht an den Start gehen.
1985 wurde Wassili Schischow erneut sowjetischer Meister im Halbweltergewicht, wurde aber bei der Europameisterschaft nicht eingesetzt. Er startete stattdessen bei der 20. Meisterschaft der Armeen der Staaten des Warschauer Paktes in Budapest und siegte dort im Finale über Darisz Czernij aus Polen klar nach Punkten.
Im Jahre 1986 holte sich Wassili Schischow durch einen Punktsieg über Erik Khakimow seinen vierten sowjetischen Meistertitel im Halbweltergewicht. Danach konzentrierte er sich ganz auf die Weltmeisterschaft dieses Jahres in Reno. Bei dieser Weltmeisterschaft war er sicherlich einer der besten Boxer dieses gesamten Turnieres, denn er wurde mit fünf Punktsiegen neuer Weltmeister im Halbweltergewicht. Nach einem leichten Auftaktsieg über Pedro Sainz aus der Dominikanischen Republik musste er danach in seinen weiteren vier Kämpfen vier Weltklasseboxer besiegen, um diesen WM-Titel zu gewinnen. Es waren dies Siegfried Mehnert aus der DDR, Eduardo Correa aus Kuba, Mirko Puzović und im Endkampf Howard Grant aus den Vereinigten Staaten.
Im Jahre 1987 gewann Wassili Schischow den fünften sowjetischen Meistertitel, allerdings im Weltergewicht, in dessen Finale er Israel Akopkochjan klar mit 5:0 Richterstimmen nach Punkten schlug. Sein letztes großes internationales Turnier bestritt er dann bei der Europameisterschaft 1987 in Turin. Im Finale dieser Meisterschaft besiegte er Siegfried Mehnert knapp mit 3:2 Richterstimmen nach Punkten.
Obwohl Wassili Schischow noch an keinen Olympischen Spielen teilgenommen hatte – 1980 war er noch zu jung, um sich zu qualifizieren, und 1984 war er Leidtragender des sowjetischen Olympiaboykotts der Spiele in Los Angeles – trat er Ende des Jahres 1987 vom aktiven Boxen zurück und nahm damit die Chance, 1988 an den Olympischen Spielen in Seoul teilnehmen zu können, nicht wahr. Mit einem Weltmeistertitel, drei Europameistertiteln und fünf sowjetischen Meistertiteln bei den Senioren war er trotzdem einer der erfolgreichsten Amateurboxer aller Zeiten.
Wassili Schischow bestritt in seiner Karriere 275 Kämpfe, von denen er 265 gewann.

## Internationale Erfolge
(WM = Weltmeisterschaft, EM = Europameisterschaft, Fe = Federgewicht, Le = Leichtgewicht, Hw = Halbweltergewicht, We = Weltergewicht, bis 57 kg, 60 kg, 63,5 kg u. 67 kg Körpergewicht)
- 1979, 2. Platz, Junioren-WM in Yokohama, Le, nach einer Punktniederlage im Finale gegen George Blake, USA;

- 1980, 1. Platz, Junioren-EM in Rimini, Le, mit Siegen über Capelli, Italien, Axel Hättig, BRD, Joni Nyman, Finnland u. Thomas Schulz, DDR;

- 1981, 1. Platz, Auswahl-Turnier in Riga, Hw, mit einem Punktsieg über Oleg Kozelskij, UdSSR;

- 1981, 1. Platz, 16. Meisterschaft der Armeen der Staaten des Warschauer Paktes, Hw, mit einem kampflosen Sieg (Verletzung) im Finale über Nikolai Ganew, Bulgarien;

- 1981, 1. Platz, EM in Tampere, Hw, mit Siegen über Joni Nyman, Shadrah Odhiambo, Schweden, Nikolai Ganew u. Mirko Puzović, Jugoslawien;

- 1981, 1. Platz, Welt-Cup in Montreal, Hw, mit Siegen über Crisanto España, Venezuela, Amorte Amarboye, Ghana, Faruk Janjoon, Irak u. Rick Andersson, Kanada;

- 1982, 1. Platz, "Honved-Cup" in Budapest, Hw, mit seinem Sieg im Finale über Luis E. Campos, Kuba;

- 1982, 17. Platz, WM in München, Hw, nach einer Abbruch-Niederlage in der 3. Runde gegen Carlos García, Kuba;

- 1983, 1. Platz, EM in Warna, Hw, mit Siegen über Shadrah Odhiambo, Mauricio Ronzoni, Italien, Yordan Lesow, Bulgarien u. Mirko Puzovic;

- 1983, 3. Platz, Welt-Cup in Rom, Hw, nach Punktsieg über Jose Magalhaes, Venezuela, Punktniederlage im Halbfinale gegen Candelario Duvergel, Kuba;

- 1985, 1. Platz, 20. Meisterschaft der Armeen der Staaten des Warschauer Paktes, Hw, mit Finalsieg über Dariusz Czernij, Polen;

- 1986, 1. Platz, WM in Reno, Hw, mit Siegen über Pedro Sainz, Dom. Rep., Siegfried Mehnert, DDR, Eduardo Correa, Kuba, Mirko Puzović u. Howard Grant, USA;

- 1987, 1. Platz, EM in Turin, We, mit Siegen über Laurant Boudouani, Tunesien, Lars Myrberg, Schweden, Angel Stojanow, Bulgarien u. Siegfried Mehnert

## Länderkämpfe
- 1982 in Moskau, UdSSR gegen USA, Hw, Punktniederlage gegen Vincent Webb,
- 1983 in Las Vegas, USA gegen UdSSR, Hw, Punktniederlage gegen Jerry Page,
- 1983 in Indianapolis, USA gegen UdSSR, Hw, Punktsieg über Henry Hughes,
- 1983 in Syracuse, USA gegen UdSSR, Hw, Punktsieg über Clarence Darby,
- 1984 in Moskau, UdSSR gegen USA, Hw, Punktsieg über Vincent Releford,
- 1984 in Moskau, UdSSR gegen USA, Hw, Punktsieg über Nick Kakaouris

## UdSSR-Meisterschaften
- 1978, 1. Platz, Junioren, Fe, mit Finalsieg über Michak Kazarjan,
- 1979, 1. Platz, Junioren, Fe, mit Finalsieg über Manvel Muradjan,
- 1980, 2. Platz, Junioren, Le, mit Finalniederlage gegen Manvel Muradjan,
- 1982, 1. Platz, Hw, mit Finalsieg über Manvel Muradjan,
- 1983, 9. Platz, Hw, nach Niederlage im Achtelfinale gegen Oleg Menschikow,
- 1984, 1. Platz, Hw, nach Finalsieg über Wjatscheslaw Janowski,
- 1985, 1. Platz, Hw, nach Finalsieg über Nurlan Abdulkalykow,
- 1986, 1. Platz, Hw, nach Finalsieg über Erik Khakimow,
- 1987, 1. Platz, We, nach Finalsieg über Israel Akopkochjan